# Marcos 12

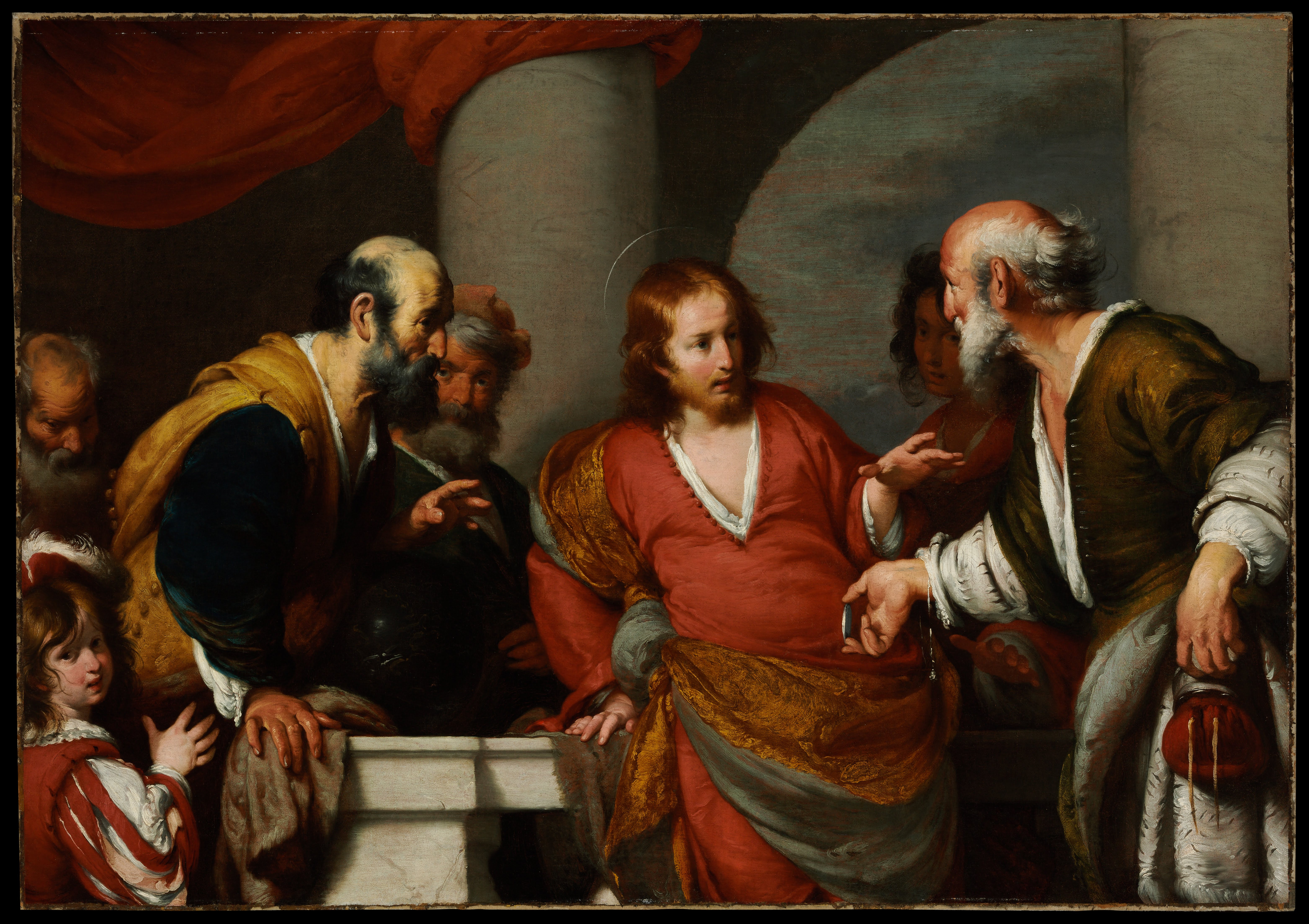
A César o que é de César..., um dos episódios de Marcos 12.
Década de 1630. Por Bernardo Strozzi, atualmente no Museu de Belas Artes de Budapeste, Hungria.

Marcos 12 é o décimo-segundo capítulo do Evangelho de Marcos no Novo Testamento da Bíblia. Este capítulo continua o ministério de Jesus em Jerusalém, relatando os eventos que tradicionalmente se considera terem ocorrido na Terça-Feira Santa. Marcos relata a Parábola dos Lavradores Maus, a discussão de Jesus com os fariseus e herodianos sobre os impostos devidos a César e o debate com os saduceus sobre quem será ressuscitado no final dos tempos. Jesus ensina ainda seu grande mandamento e discute a relação do Messias com o rei David, condena a Lei e louva a a oferta de um pobre viúva.

## Lavradores maus
Depois de sua discussão com os sacerdotes do Sinédrio sobre sua autoridade em Marcos 11, Jesus conta algumas parábolas, mas Marcos só preservou uma delas, a dos Lavradores Maus (Marcos 12:1–11), que contém uma referência ao Salmo 118 (Salmos 118:22–23), um louvor ao poder de Deus, ao citar uma "uma pedra que os edificadores rejeitaram" e que se tornaria a "pedra angular". Com esta parábola, Jesus implica ser a pedra que estaria sendo desprezada pelos "lavradores maus", os judeus que o rejeitavam, e que tornar-se-ia aquela sobre a qual se construiria a futura comunidade dos fieis. A versão do texto do Antigo Testamento é a da Septuaginta grega, que dificilmente seria conhecida por Jesus e os judeus em Israel naquela época. Porém, Marcos, que claramente tinha a Septuaginta como sua referência para o Antigo Testamento, pode simplesmente ter usado-a por causa do público que leria seu relato, falantes do grego, ou para deixar clara suas fontes, orais e escritas. Para os que acreditam na acuracidade de Marcos, estas previsões servem para demonstrar o poder do conhecimento de Jesus. Paulo também fala de Jesus como a "pedra" em Romanos 9 (Romanos 9:33), mas faz referência a Isaías (Isaías 8:14 e Isaías 28:16). Atos 4 (Atos 4:11) conta que Pedro utilizou este mesmo salmo para descrever Jesus quando foram interrogados pelo Sinédrio. I Pedro cita tanto Isaías quanto o Salmo 118 em I Pedro 2:6–8).

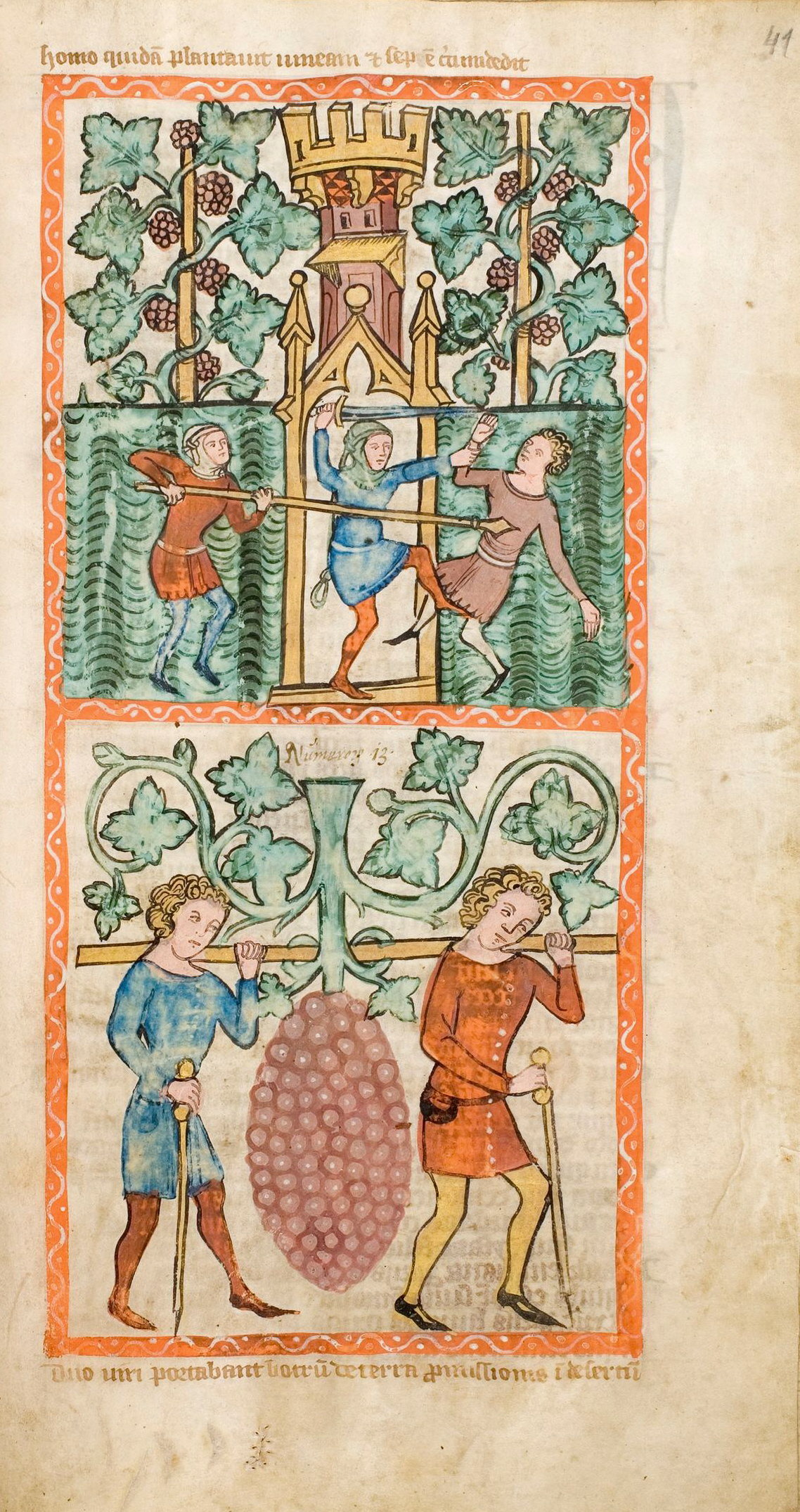
Parábola dos Lavradores Maus, um dos episódios de Marcos 12.
c. 1360. Iluminura num manuscrito em Darmstadt, Alemanha.

Marcos afirma que os sacerdotes, percebendo que Jesus falava deles, só não o prenderam por medo da multidão. Assim, ele afirma explicitamente que os "lavradores maus" eram os sacerdotes, os escribas e provavelmente as autoridades judaicas da época em geral. Fica claro que o proprietário da vinha é Deus.
Esta parábola aparece também no apócrifo Evangelho de Tomé, ditos 65 e 66.

## Impostos a César
Um dos sumo sacerdotes envia então alguns fariseus e herodianos para conversar com Jesus e eles, depois de alguns falsos elogios, tentam encurralá-lo perguntando se Jesus acreditava ser lícito pagar impostos a César (uma referência ao Império Romano). Os dois grupos eram inimigos entre si e o fato de estarem trabalhando juntos contra Jesus mostra o quão séria era a oposição a Jesus, mas Marcos os havia mencionado juntos em Marcos 3. Os herodianos, seguidores de Herodes Antipas, provavelmente estavam em Jerusalém com Herodes por causa da Páscoa. Jesus, denunciando de partida saber que era um truque, pede-lhes um denário, uma moeda romana, e lhes pergunta de quem era a imagem e a inscrição nele. Em seguida, Jesus profere a sua famosa frase, «Dai, pois, a César o que é de César, e a Deus o que é de Deus!» (Marcos 12:17), escapando novamente da armadilha. Se respondesse que não era lícito, ofenderia os herodianos e os romanos que eles apoiavam, fazendo de si próprio um traidor de Roma, e, por outro lado, se respondesse que era lícito, ofenderia os fariseus (ou, pelo menos, os zelotes) e seria visto como colaborador da ocupação.
A mesma lógica utilizada por Jesus aplica-se ao dinheiro emitido hoje em dia. Dar a Deus o que é de Deus pode ser uma admoestação para que se cumpram as obrigações a Deus da mesma forma que se cumprem as obrigações aos estados. Por isto, este trecho é geralmente citado em discussões sobre a separação da igreja e do estado. 
Esta mesma frase aparece no Evangelho de Tomé, dito 100, com a diferença que Jesus acrescenta uma afirmação final: "...e dai a mim o que é meu". Paulo também fala sobre a autoridade dos governos, impostos e dívidas, e a vontade de Deus em Romanos 13.

## A ressurreição e o casamento
Depois foi a vez dos saduceus, que tentaram zombar da ideia da ressurreição dos mortos. Como eles aceitavam apenas o Pentateuco (e não todo o Antigo Testamento) como inspirado por Deus, defendiam que Deuteronômio (Deuteronômio 25:5), ao ensinar que se um homem morre e sua esposa ainda não teve um filho homem, seu irmão deve se casar com ela, claramente não permitia a ressurreição. Eles utilizaram uma história de uma mulher que se casou com sete irmãos através desta lei para mostrar que não haveria como saber quem era o marido da mulher depois da ressurreição. Jesus responde novamente que eles não compreendem nem as Escrituras e nem o poder de Deus, afirmando que, depois da ressurreição, ninguém será casado, serão «como os anjos nos céus» (Marcos 12:25). E continua: «Quanto à ressurreição dos mortos, não tendes lido no livro de Moisés na passagem concernente à sarça, como Deus lhe falou: "Eu sou" o Deus de Abraão, o Deus de Isaque e o Deus de Jacó? Ele não é Deus de mortos, mas de vivos. Estais em grande erro!» (Marcos 12:26–27)
A crença na ressurreição dos mortos era bastante recente no pensamento do judaísmo da época e Jesus defendeu-a contra os saduceus, que acreditavam tratar-se de uma falsa inovação. Ele cita uma afirmação de Deus a Moisés no Monte Sinai (a história da sarça ardente está em Êxodo 3), feita no presente, sobre os patriarcas, para demonstrar que eles ainda "existiam" depois de mortos e, portanto, que a doutrina da ressurreição estaria presente nas Escrituras desde o princípio.
Até este ponto de Marcos, Jesus já havia ressuscitado uma garota (Marcos 5) e previsto sua própria morte e ressurreição pelo menos duas vezes (Marcos 8 e 9), mas jamais havia discutido a natureza da ressurreição em profundidade. Neste trecho, Jesus defende a crença, provavelmente um indicativo de que o público de Marcos já a conhece. Paulo também descreve a ressurreição corpórea em I Coríntios 15 e afirma que ela será fundamentalmente diferente da atual natureza física das pessoas. No Evangelho de Tomé, Jesus utiliza um argumento para a vida eterna baseado no fato de a matéria morta dos alimentos se tornam a matéria viva do seu corpo depois que os alimentos são consumidos no dito 11. Do ponto de vista filosófico, a validade do argumento de Jesus depende inteiramente da acuracidade da história da sarça, ou seja, que Deus de fato disse o que disse e pretendia que o que disse fosse entendido da forma que Jesus interpretou, dado que Deus, por definição, não pode errar.

## Grande Mandamento
Um escriba ouve a resposta de Jesus à questão dos saduceus, se aproxima e pergunta a Jesus qual seria o primeiro mandamento de Deus. Jesus cita a shemá, o ponto central de todos os serviços religiosos judaicos da manhã e da noite, e profere um de seus mais famosos ensinamentos:
| “ | «O primeiro é: Ouve, ó Israel, o Senhor é nosso Deus, o Senhor é um só [shemá]; e amarás ao Senhor teu Deus de todo o teu coração, de toda a tua alma, de todo o teu entendimento e de toda a tua força. O segundo é: Amarás ao teu próximo como a ti mesmo. Não há outro mandamento maior do que estes.» (Marcos 29:31) | ” |

Jesus cita aqui o Deuteronômio (Deuteronômio 6:4–5) e o Levítico (Levítico 19:18). Colocar os dois juntos ligados pelo amor, colocando o amor ao próximo no mesmo nível do amor a Deus, era uma das principais inovações teológicas de Jesus. A Enciclopédia Judaica, em seu artigo sobre Jesus, defende que Jesus conhecia e aprovava a Didaquê, em sua forma primitiva judaica. Marcos escreveu seu evangelho provavelmente quatro décadas depois da morte de Jesus mostrando que os cristãos ainda utilizavam formas de orar típicas do judaísmo, esta sendo a das orações matinais da época. A maior parte dos primeiros cristãos via os ensinamentos de Jesus como o resumo da essência da teologia judaica sem os componentes ritualísticos do judaísmo. Paulo também cita este mesmo trecho do Levítico em Gálatas 5 (Gálatas 5:14) e Romanos 13 (Romanos 13:9) ao resumir a Lei.

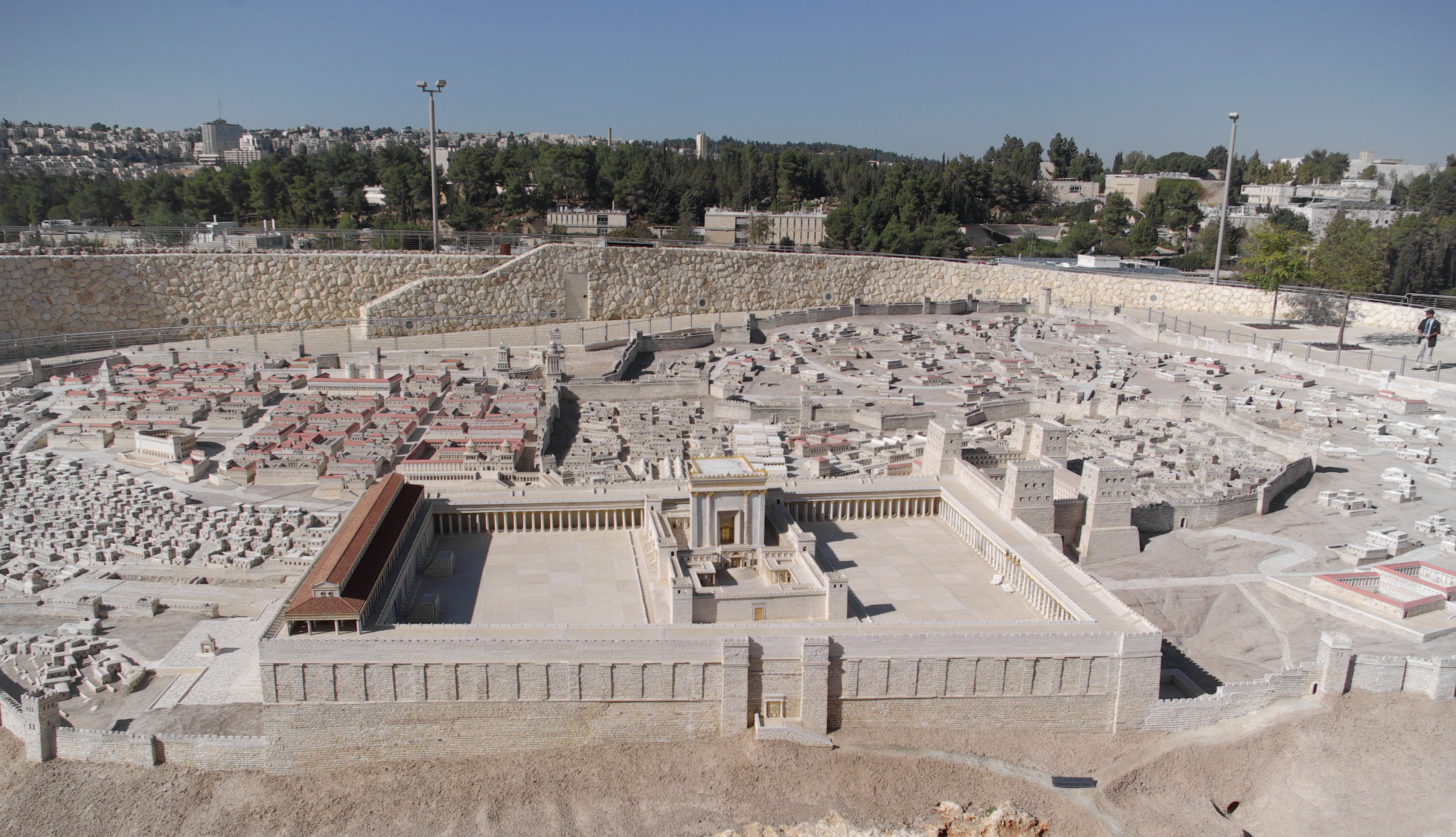
Modelo do Templo de Herodes, destruído pelos romanos, o local onde se passam os eventos de Marcos 12.
Modelo no Museu de Israel.

O escriba concorda que observar estes mandamentos é melhor que realizar sacrifícios, ao que Jesus responde que ele «não está longe do reino de Deus» (Marcos 12:34). Marcos afirma que seus oponentes não mais ousaram questioná-lo, o que parece ser o triunfo de Jesus contra os saduceus (ou sua concordância com os fariseus). O termo "longe" nesta frase tem sido interpretado como uma proximidade intelectual de Deus, mas alguns entendem que pode também significar que o escriba não estava "longe" espacialmente de Jesus, o que implicaria que ele era Deus.

## Messias
Jesus segue então para o pátio do Templo e começa a ensinar, provavelmente perto da parede leste. Depois de se livrar das perguntas de seus adversários, Jesus propõe também uma pergunta: «Como dizem os escribas que o Cristo [Messias] é filho de Davi? O próprio Davi falou, movido pelo Espírito Santo: "Disse o Senhor ao meu Senhor: 'Senta-te à minha mão direita, até que eu ponha os teus inimigos debaixo dos teus pés'". O próprio Davi chama-lhe Senhor; como é ele seu filho?» (Marcos 12:35–37) Jesus está citando o Salmo 110 (Salmos 110:1). 
Contudo, este trecho tem provocado grandes debates entre os estudiosos, modernos e antigos. Ela fala de uma promessa de Deus a Davi na qual o primeiro "Senhor" seria Deus e o segundo, na interpretação dos judeus e, posteriormente, dos cristãos, seria uma referência ao Messias, que estava a direita de Deus. Como Davi estava chamando o Messias de "Senhor", este deve ser superior àquele. 
Discute-se se Jesus estaria dizendo que o Messias não era o herdeiro biológico de David ou se ele seria maior do que apenas "herdeiro de David", ou seja, que o reino do Messias seria muito mais do que um mero sucessor do reino político de Davi. Como as genealogias de Jesus em Mateus e Lucas tentam demonstrar, os judeus acreditavam que o Messias viria da casa de David. Marcos não apresenta uma e nem relata um nascimento virginal. Por isto, alguns defendem que este trecho seria o meio pelo qual Marcos estaria tentando explicar como Jesus, que tinha origens humildes, poderia ser o Messias. Como a maior parte dos estudiosos modernos rejeita as genealogias em Lucas e em Mateus como fictícias, o argumento é que Jesus não teria alegado descender de Davi e este trecho seria a explicação. 
Marcos, porém, parece afirmar que Jesus era o herdeiro de David. Em Marcos 11 (Marcos 11:10), Jesus foi aclamado por trazer o reino de David e Marcos narra que demônios o chamaram de "Filho de Deus" em Marcos 3 (Marcos 3:11) e Marcos 5 (Marcos 5:7). Pedro o chamou de "Cristo" (Messias) em Marcos 8 (Marcos 8:29) e Bartimeu, de "Filho de David", em Marcos 10 (Marcos 10:47), embora o próprio Jesus jamais tenha se referido a si próprio desta maneira, uma característica interessante do relato de Marcos e em acordo com seu tema do "Segredo Messiânico". Em Marcos, Jesus geralmente se autodenomina Filho do homem. Mais adiante, Jesus afirmará explicitamente ser o Messias e o "Filho do Deus Bendito". Além disso, é possível que Jesus tenha se afirmado "Rei dos Judeus" em Marcos 15 (Marcos 15:2) em seu diálogo com Pilatos. 
Tanto Mateus quanto Lucas relatam a mesma história, mostrando que ela não contradiz suas próprias alegações de que Jesus seria descendente de David em Mateus 1 e em Lucas 3. Os Atos 2 (Atos 2:34–35) relata Pedro utilizando a mesma citação para falar de Jesus. Paulo faz uma alusão a ela em I Coríntios 15 (I Coríntios 15:25). É possível que Paulo também esteja fazendo referência a ela em Colossenses 3 (Colossenses 3:1) e Romanos 8 (Romanos 8:34), nas quais ele menciona "Cristo" (Messias) à direita de Deus. Finalmente, há uma referência em Hebreus 1 (Hebreus 1:13).

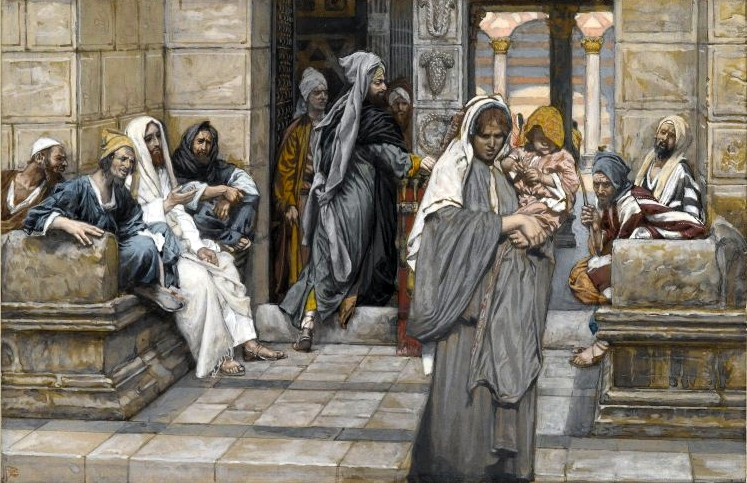
O Tostão da Viúva, um dos episódios de Marcos 12.
Entre 1886 e 1894. Por James Tissot, atualmente no Brooklyn Museum, em Nova Iorque.

Jesus condena os doutores da Lei por causa de suas riquezas, roupas e importância. Eles «devoram as casas das viúvas e fazem por pretexto longas orações; estes hão de receber muito maior condenação» (Marcos 12:40). Alguns estudiosos utilizaram esta passagem para justificar o antissemitismo no passado, pois Jesus está claramente criticando suas ações e não sua religião. Os doutores seriam como advogados de hoje, pois o código religioso judaico era idêntico à lei judaica. Os escribas interpretavam, como fazem os juízes hoje, o significado das leis. Eles geralmente fingiam serem piedosos para conseguir a confiança de uma viúva, exatamente como fazem os escritórios de advocacia hoje, com o único objetivo de conseguirem clientes ricos. O fato de Jesus afirmar que eles serão "punidos", algo que eles haviam feito a outros, pode significar que "juízes serão julgados".

## O Tostão da Viúva
Jesus seguiu então para o local onde se faziam as ofertas, doações em dinheiro para o Templo, e elogia a doação de uma viúva — «duas pequenas moedas, que valem um quadrante» (Marcos 12:42) — mais do que aquelas feitas pelos ricos. Jesus considera a humilde oferta dela como maior por causa do sacrifício que ela se impôs para fazê-la, ao passo que os ricos ofertam muito, mas o que lhes é conveniente. É possível ainda que o sacrifício dela seja um prenúncio do sacrifício total que fará Jesus depois. 
Marcos utiliza o termo "kodrantēs", uma forma grega da palavra latina "quadrans" ("tostão"), um dos latinismos de Marco que pode ser uma evidência de que ele tenha escrito seu evangelho em Roma ou próximo dali.

## Relação com os demais evangelhos
Mateus relata a maior parte destes eventos em Mateus 21 e 22, mas com importantes diferenças. Ele acrescenta as parábolas dos Dois Filhos e do Banquete de Casamento no contexto da discussão de Jesus com os sacerdotes e não relata a resposta de Jesus — de que ele "não está longe de Deus" — ao escriba, o que faz com que ele parece muito mais hostil em Mateus do que em Marcos. Além disso, Mateus apresenta um discurso muito mais elaborado de Jesus contra seus adversários em Mateus 23, mas nada cita em relação ao tostão da viúva. Finalmente, Jesus discute David com os fariseus e não com a multidão.
Lucas apresenta em seu relato os mesmos episódios que Marcos, na mesma ordem, em Lucas 20 e 21, mas também com algumas diferenças. Jesus conta a parábola dos lavradores para a multidão e não apenas para os sacerdotes. "Espiões" dos sacerdotes desafiam Jesus sobre os impostos e a discussão sobre o casamento é mais longa. Lucas não menciona o Grande Mandamento.
João segue diretamente da pregação de Jesus depois de sua chegada em Jerusalém em João 12 para a Última Ceia em João 13.